# ラスカウォバス郡

ラスカウォバス郡
Laskawobas

ラスカウォバス郡（ラスカウォバスぐん、ハイチ語: Laskawobas、フランス語: Lascahobas）はハイチ東部、中央県南西部の郡。アルティボニット川中流域の内陸の郡で、ペリグル湖及び水力発電所があり、北西にアンシュ郡、西にミバレ郡、南に西県クワデブーケ郡、東はドミニカ共和国エリアス・ピーニャ州と接する。
東にベラデー、西にラスカウォバス、南にサヴァネットの3つのコミーンが置かれている。郵便番号は53から始まる。

## 脚註
1. 1 2  “Haiti: administrative units, extended”.   GeoHive.com. 2016年10月5日時点のオリジナルよりアーカイブ。2021年8月9日閲覧。
2. ↑  “POPULATION TOTALE, POPULATION DE 18 ANS ET PLUS MÉNAGES ET DENSITÉS ESTIMÉS EN 2015” (pdf).   l’Institut Haïtien de Statistique et d’Informatique (IHSI). pp. 16 - 17 (2015年3月). 2021年8月9日閲覧。